# Quinto Sulpicio Longo
Quinto Sulpicio Longo  (Roma, ... – ...; fl. IV secolo a.C.) è stato un politico e militare romano del V secolo a.C..

## Tribunato consolare
Nel 390 a.C. fu eletto tribuno consolare con Quinto Fabio Ambusto, Cesone Fabio Ambusto, Numerio Fabio Ambusto, Quinto Servilio Fidenate e Publio Cornelio Maluginense.
A Quinto, ed agli altri Tribuni, Tito Livio addebita le maggiori responsabilità della sconfitta romana alla battaglia del fiume Allia, prologo del Sacco di Roma ad opera dei Galli Senoni condotti da Brenno.
A Quinto, con Marco Furio Camillo, nominato dittatore mentre era in Ardea, che stava riorganizzando le forze romane, toccò il compito di contrattare il riscatto, 1.000 monete d'oro, con Brenno, affinché lasciasse Roma, senza causare ulteriori distruzioni,
E Quinto, insieme agli altri Tribuni consolari, fu tra i più strenui sostenitori della proposta di lasciare Roma per stabilirsi a Veio, dopo che i Galli erano stati sconfitti.
(Tito Livio, "Ab Urbe Condita", V, 4, 49.)